# ادی کامپانیولی
ادی کامپانیولی (ایتالیایی: Edy Campagnoli؛ ‏ ۱۲ ژوئن ۱۹۳۴ – ۶ فوریهٔ ۱۹۹۵) بازیگر، مدل و سلبریتی اهل ایتالیا بود. او پس از جنگ جهانی دوم فعالیت حرفه‌ای خود را به‌عنوان مدل کت‌واک و فشن‌شو آغاز کرد. وی در سال ۱۹۵۴ در اپرای وستال به کارگردانی لوکینو ویسکونتی نقش «ونوس» را ایفا کرد.